# Spirit of the Forest
Spirit of the Forest je debitantski studijski album finskog folk metal sastava Korpiklaani. Album je 10. studenog 2003. godine objavila diskografska kuća Napalm Records.

## Popis pjesama
Tekstovi i glazba: Jonne Järvelä, osim gdje je označeno drugačije. 
| 1.    | »Wooden Pints«                                                |  |                      | 3:42 |
| 2.    | »Before the Morning Sun«                                      |  |                      | 4:24 |
| 3.    | »God of Wind«                                                 |  |                      | 3:14 |
| 4.    | »With Trees«                                                  |  |                      | 8:06 |
| 5.    | »Pellonpekko« (instrumental)                                  |  |                      | 3:35 |
| 6.    | »You Looked into My Eyes«                                     |  |                      | 2:14 |
| 7.    | »Hullunhumppa« (instrumental)                                 |  |                      | 1:29 |
| 8.    | »Man Can Go Even Through the Grey Stone«                      |  |                      | 2:22 |
| 9.    | »Pixies Dance« (instrumental)                                 |  |                      | 2:19 |
| 10.   | »Juokse sinä humma« (Nastavi trčati, konju moj, instrumental) |  | tradicionalna pjesma | 1:11 |
| 11.   | »Crows Bring the Spring«                                      |  |                      | 5:25 |
| 12.   | »Hengettömiltä hengiltä« (Od duša mrtvih ljudi)               |  |                      | 0:34 |
| 13.   | »Shaman Drum«                                                 |  | Järvelä, Hittavainen | 4:57 |
| 14.   | »Mother Earth« (instrumental)                                 |  |                      | 4:35 |
| 48:07 |                                                               |  |                      |      |

| Bonus pjesme s japanske inačice | Bonus pjesme s japanske inačice | Bonus pjesme s japanske inačice | Bonus pjesme s japanske inačice | Bonus pjesme s japanske inačice | Bonus pjesme s japanske inačice | Bonus pjesme s japanske inačice | Bonus pjesme s japanske inačice | Bonus pjesme s japanske inačice | Bonus pjesme s japanske inačice |
| Br.                             | Skladba                         | Trajanje                        |                                 |                                 |                                 |                                 |                                 |                                 |                                 |
| ------------------------------- | ------------------------------- | ------------------------------- | ------------------------------- | ------------------------------- | ------------------------------- | ------------------------------- | ------------------------------- | ------------------------------- | ------------------------------- |
| 15.                             | »Kädet Siipinä«                 | 3:12                            |                                 |                                 |                                 |                                 |                                 |                                 |                                 |
| 16.                             | »Beer Beer«                     | 2:59                            |                                 |                                 |                                 |                                 |                                 |                                 |                                 |
| 54:18                           |                                 |                                 |                                 |                                 |                                 |                                 |                                 |                                 |                                 |